# 2 septembre
Pour les articles homonymes, voir Deux-Septembre.
2 août 2 octobre
Chronologies thématiques
- Croisades
- Ferroviaires
- Sports
- Disney
- Anarchisme
- Catholicisme

Abréviations / Voir aussi
- (° 1852) = né en 1852
- († 1885) = mort en 1885
- a.s. = calendrier julien
- n.s. = calendrier grégorien
- Calendrier
- Calendrier perpétuel
- Liste de calendriers
- Naissances du jour

Le 2 septembre est le 245e jour de l'année du calendrier grégorien, 246e lorsqu'elle est bissextile (il en reste ensuite 120).
C'était généralement le 16 fructidor du calendrier républicain français, officiellement dénommé jour du citron.

## Événements

### Iersiècleav. J.-C.
- 44 av. J.-C. : Cicéron prononce la première de ses Philippiques contre Marc Antoine, avant d'autres les 24 octobre et suivantes.
- 31 av. J.-C. : bataille d'Actium, victoire des troupes d'Octave sur les troupes coalisées de Marc Antoine et de Cléopâtre.

### VIesiècle
- 579 : le souverain maya Uneh Chan accède au trône de Calakmul-Dzibanché.

### XIIesiècle
- 1192 : le traité de paix entre Richard Cœur de Lion et Saladin met fin à la troisième croisade.

### XVIIesiècle
- 1649 : victoire pontificale et fin de la guerre de Castro.
- 1666 : grand incendie de Londres.

### XVIIIesiècle
- 1715 : Philippe d'Orléans, neveu de feu Louis XIV de France, devient régent, car le jeune Louis XV n'a encore que cinq ans.
- 1792 : début des massacres de Septembre à Paris.
- 1794 : bataille des Bauches pendant la guerre de Vendée.

### XIXesiècle
- 1806 : l'éboulement du Rigi détruit Goldau (Suisse), et fait 457 morts.
- 1807 : John James Gambier commence à bombarder Copenhague, lors des guerres anglaises.
- 1819 : naufrage du navire de ligne espagnol San Telmo, au large de l'île Livingston. Il s'agit de la première, et de la plus grave, catastrophe humaine recensée à ce jour en Antarctique (644 ou 650 morts).
- 1864 : victoire de l'Union, et fin de la campagne d'Atlanta, pendant la guerre de Sécession.
- 1870 : signature de l'acte de reddition française à la Prusse, après la défaite de Sedan (voir la veille).
- 1885 : massacre de Rock Springs.
- 1898 : bataille d'Omdurman (guerre des Mahdistes), victoire des troupes anglo-égyptiennes sur les mahdistes.

### XXesiècle
- 1938 : l'État du Hatay proclame son indépendance.
- 1939 : 
  - la ville libre de Dantzig est rattachée au Troisième Reich, le lendemain de l'invasion de la Pologne.
  - ouverture du camp de concentration du Stutthof, le premier en dehors du territoire allemand.
- 1940 : signature du Destroyers for Bases Agreement, entre les États-Unis et le Royaume-Uni.
- 1945 :
  - signature de la reddition du Japon, fin de la Seconde Guerre mondiale.
  - Hô Chi Minh proclame l'indépendance de la République démocratique du Viêt Nam.
- 1947 : signature du traité interaméricain d'assistance réciproque.
- 1960 : investiture de la 1er Assemblée tibétaine, devenu Jour de la démocratie tibétaine..
- 1990 : déclaration d'indépendance de la Transnistrie.
- 1991 : déclaration d'indépendance du Haut-Karabagh.

### XXIesiècle
- 2004 : Après plus d'un an de préparation, plusieurs groupes publient le manifeste des Femmes pour le Ghana, visant à plus d'égalité avec les hommes[1]
- 2014 : Kapeliele Faupala, roi coutumier d’Uvea depuis 2008, est contraint d’abdiquer sous la pression populaire.
- 2018 : au Rwanda, début des élections législatives.

## Arts, culture et religion
- 909 : fondation de l'abbaye de Cluny, en Bourgogne.
- 1987 : première émission du Club Dorothée sur TF1.
- 2018 : au Brésil, le musée national de Rio de Janeiro est détruit par un incendie.
- 2019 : Rock'n Roller ferme ses portes, à Disneyland Paris.

## Sciences et techniques
- 1927 : Karl Wilhelm Reinmuth découvre (1087) Arabis.
- 1996 : Claudie André-Deshays, première Française dans l'espace, regagne la Terre à bord de Soyouz TM-23, à l'issue d'un vol de seize jours dans le cadre de la mission franco-russe Cassiopée, qui lui permit d'effectuer de nombreuses expériences médico-physiologiques, techniques et biologiques.

## Économie et société
- 1935 : l'ouragan de la Fête du travail 1935 arrive en Floride, au niveau de Long Key.
- 1940 : présentation de la première 2 CV Citröen, qui ne sera commercialisée qu'après la guerre.
- 1990 : entrée en vigueur de la Convention relative aux droits de l'enfant.
- 2000 : dernier match en équipe de France de football de Didier Deschamps et Laurent Blanc, face à l'Angleterre[2].
- 2013 : Verizon annonce le rachat de 45 % de Verizon Wireless que détenait Vodafone pour 130 milliards de dollars.
- 2019 : aux Bahamas, l’ouragan Dorian cause la mort de 8 personnes.
- 2024 : en RDC, une tentative d'évasion du centre pénitentiaire de Kinshasa conduit à la mort de plus de 129 détenus[3].

## Naissances

### XVIIesiècle
- 1661 : Georg Böhm, musicien allemand († 18 juin 1733).

### XVIIIesiècle
- 1722 : Vigilius Erichsen, peintre danois († 25 mai 1782).
- 1773 : Louis Auguste Victor de Ghaisne de Bourmont, militaire français († 27 octobre 1846).
- 1781 : John Blake White, peintre américain († 24 août 1859).
- 1788 : « Leoncillo » (Juan León y López dit), matador espagnol († 5 octobre 1854).

### XIXesiècle
- 1805 : Esteban Echeverría, écrivain argentin († 19 janvier 1951).
- 1814 : Ernst Curtius, archéologue et historien classique allemand († 11 juillet 1896).
- 1838 : Liliʻuokalani, reine d'Hawaii de 1891 à 1893 († 11 novembre 1917).
- 1846 : Paul Déroulède, écrivain et militant nationaliste français († 31 janvier 1914).
- 1850 : Albert Spalding, joueur de baseball professionnel et fabricant américain d’articles de sport († 9 septembre 1915).
- 1852 : Paul Bourget, écrivain français († 25 décembre 1935).
- 1853 : Wilhelm Ostwald, chimiste allemand († 4 avril 1932).
- 1857 : Paul Hervieu, romancier et auteur dramatique français († 25 octobre 1915).
- 1877 : Frederick Soddy, chimiste britannique, prix Nobel de chimie 1921 († 22 septembre 1956).
- 1878 : Maurice Fréchet, mathématicien français († 4 juin 1973).
- 1880 : Gabriella Borgarino, religieuse italienne, mystique († 1er janvier 1949).
- 1882 : J Harlen Bretz, géologue américain († 3 février 1981).
- 1883 : Rudolf Stefan Jan Weigl, biologiste polonais, inventeur du 1er vaccin efficace contre le typhus († 11 août 1957).
- 1895 : Monique Saint-Hélier, écrivaine suisse († 9 mars 1955).
- 1899 : Hans Jacob Nielsen, boxeur danois, champion olympique à Paris en 1924 († 6 février 1967).

### XXesiècle
- 1901 : Andreas Embirikos, poete et psychanalyste grec († 15 mars 1975).
- 1902 : Edmond Rigal, graveur et peintre français († 9 janvier 1996).
- 1903 : Gustave Thibon, philosophe français († 19 janvier 2001).
- 1907 : Charles-Gustave Stoskopf, architecte français († 22 janvier 2004).
- 1910 : Madeleine Barbulée, actrice française († 1er janvier 2001).
- 1914 : Jean Pictet, juriste suisse († 30 mars 2002).
- 1917 : Laurindo Almeida, guitariste brésilien († 26 juillet 1995).
- 1919 : Luz Méndez de la Vega, écrivain, poétesse guatémaltèque († 8 mars 2012).
- 1920 : Roland Fléchard, industriel français († 14 mars 1996).
- 1923 : Walerian Borowczyk, réalisateur polonais († 3 février 2006).
- 1924 : Henri Krasucki, syndicaliste français († 24 janvier 2003).
- 1925 : Hugo Montenegro, compositeur et chef d’orchestre américain († 6 février 1981).
- 1928 :
  - Horace Silver, pianiste et compositeur de jazz américain († 18 juin 2014).
  - Mel Stuart (Stuart Solomon dit), réalisateur et producteur américain († 9 août 2012).
- 1929 :
  - Hal Ashby (William Hal Ashby dit), réalisateur américain († 27 décembre 1988).
  - René Dupont, évêque catholique français († 10 avril 2025).
- 1931 : Clifford Jordan, saxophoniste de jazz américain († 27 mars 1993).
- 1933 : 
  - Mathieu Kérékou, homme politique béninois, président du Bénin de 1996 à 2006 († 14 octobre 2015).
  - Nienke Sikkema, actrice néerlandaise.
- 1934 : Samuel G. « Sam » Gooden (en), chanteur américain du groupe The Impressions († 4 août 2022).
- 1935 : Liam Clancy, chanteur et acteur irlandais († 3 décembre 2009).
- 1936 :
  - François Bacqué, prélat français († 9 novembre 2023).
  - Andrew Grove, ingénieur et docteur en génie chimique américain d'origine hongroise, cofondateur de la société Intel († 21 mars 2016).
- 1937 : 
  - Len Carlson, acteur canadien († 26 janvier 2006).
  - Peter Ueberroth, dirigeant de sport américain, organisateur des Jeux olympiques d'été de 1984.
- 1938 : 
  - Jimmy Clanton (en), chanteur américain.
  - Giuliano Gemma, acteur et culturiste italien († 1er octobre 2013).
- 1939 : 
  - Jack Lang, homme politique français, plusieurs fois ministre (de la culture, de l'éducation), maire de Blois de 1989 à 2000 et député européen de 1994 à 1997.
  - Henri Tachan (Henri Tachdjian dit), auteur-compositeur-interprète français et bourbonnais. († 16 juillet 2023).
- 1940 : 
  - Régis Debray, écrivain, haut fonctionnaire et universitaire français.
  - Alain Deloche, chirurgien cardiaque français cofondateur de "Médecins du monde" et fondateur de "La Chaîne de l'espoir".
- 1941 : Nicole LeBlanc, actrice québécoise († 23 mai 2017).
- 1943 :
  - Rosalind Ashford (en), chanteuse américaine du groupe Martha and the Vandellas.
  - Glen Sather, joueur puis entraîneur et gestionnaire de hockey sur glace canadien.
  - Joe Simon (en), chanteur et compositeur américain.
- 1944 :
  - Gilles Marchal, auteur-compositeur-interprète français († 11 avril 2013).
  - Orlando Martínez, boxeur cubain, champion olympique.
  - Claude Nicollier, spationaute suisse.
- 1945 : Victor-Lévy Beaulieu, romancier, dramaturge, auteur de téléromans, polémiste et éditeur québécois.
- 1946 : Billy Preston (William Everett Preston dit), chanteur américain († 6 juin 2006).
- 1947 : Simon Casas (Bernard Domb dit), matador français.
- 1948 :
  - Terry Bradshaw, joueur de football américain.
  - Christa McAuliffe, institutrice américaine, passagère civile de la navette spatiale Challenger lors de son explosion († 28 janvier 1986).
- 1949 : Roger Collins, médiéviste anglais.
- 1951 : Mark Harmon, acteur américain.
- 1952 : Jimmy Connors (James Scott Connors dit), joueur de tennis américain.
- 1953 :
  - André Savard, hockeyeur professionnel québécois.
  - Gerhard Thiele, spationaute allemand.
  - John Zorn, musicien américain.
- 1954: Jean-François Pernette, spéléologue français.
- 1955 : Florenta Mihai, joueuse de tennis roumaine († 14 octobre 2015).
- 1956 : Mario Tremblay, joueur et entraîneur de hockey sur glace québécois.
- 1957 : Steve Porcaro, musicien américain du groupe Toto.
- 1959 : Guy Laliberté, homme de cirque canadien.
- 1960 :
  - Eric Dickerson, joueur de football américain.
  - Rex Hudler (en), joueur puis analyste de baseball américain.
- 1961 : Claude Puel, joueur et entraîneur français de football.
- 1962 :
  - Dominique Farrugia, humoriste et homme de cinéma français issu du quatuor Les Nuls.
  - Keir Starmer, homme politique britannique, chef du Parti travailliste (Royaume-Uni) et ancien directeur des poursuites publiques en Angleterre et Pays de Galles, chef des oppositions à Boris Johnson au Parlement britannique.
- 1963 : Gerard Gallant, joueur puis entraîneur de hockey sur glace canadien.
- 1964 :
  - Pascal Demolon, acteur français.
  - Keanu Reeves, acteur canadien.
- 1965 : Lennox Lewis, boxeur britannique, champion olympique et du monde.
- 1966 :
  - Philippe Courard, homme politique belge, plusieurs fois ministre.
  - Salma Hayek, actrice mexicaine.
  - Olivier Panis, pilote de Formule 1 français.
- 1969 : Stéphane Matteau, hockeyeur professionnel québécois.
- 1971 : Kjetil-André Aamodt, skieur alpin norvégien.
- 1973 :
  - Donald Boyce, basketteur puis entraîneur américain.
  - Savo Milošević (Саво Милошевић), footballeur yougoslave puis serbe.
- 1974 : Łukasz Barczyk, réalisateur polonais.
- 1975 : 
  - Tony Thompson (en), chanteur américain du groupe Hi-Five (en) († 1er juin 2007).
  - Kim Dong-moon, joueur de badminton sud-coréen, double champion olympique.
- 1976 : Aziz Zakari, athlète de sprint ghanéen.
- 1977 :
  - Danie Coetzee, joueur de rugby sud-africain.
  - Frédéric Kanouté, footballeur franco-malien.
- 1978 : Khaled Hammoutène, footballeur algérien.
- 1979 : Aleksandr Povetkin, boxeur russe, champion olympique.
- 1980 : Dany Sabourin, gardien de but québécois de hockey sur glace.
- 1981 : Patricio Albacete, joueur de rugby argentin.
- 1982 :
  - Johannes Bitter, handballeur allemand.
  - Jason Hammel, joueur de baseball américain.
  - Zoran Planinić, basketteur croate.
- 1983 : Ginnie Crawford, athlète de haies américaine.
- 1984 : 
  - Udita Goswami (उदिता गोस्वामी), actrice indienne.
  - El Aid Maamar Kouadri, footballeur algérien.
- 1985 : Katsiaryna Snytsina (Кацярына Андрэеўна Сныціна), basketteuse biélorusse.
- 1986 : Geslson Fernandes, footballeur suisse.
- 1987 :
  - Maxime Bussière, nageur français.
  - Scott Moir, patineur canadien.
- 1988 :
  - Elmedin Kikanović, basketteur bosnien.
  - Javi Martínez, footballeur espagnol.
- 1989 :
  - Minnam Kontouloukou, escrimeuse togolaise.
  - Markieff Morris, basketteur américain.
  - Alexandre Pato, footballeur brésilien.
  - Anton Zaslavski, disc-jockey germano-russe.
- 1991 :
  - Davante Gardner, basketteur américain.
  - Natasha Howard, basketteuse américaine.
- 1994 : Franchy Cordero, joueur de baseball dominicain.
- 1995 : Giorgi Papunashvili, footballeur géorgien.
- 1999 :
  - Erik Brännström, joueur de hockey sur glace suédois.
  - Hans Sama, joueur d'e-sport français.
- 2000 : Nada Laaraj, taekwondoïste marocaine.

### XXIesiècle
- 2002 : Daniel Szelągowski, footballeur polonais.

## Décès

### XVIIesiècle
- 1651 : Kösem, sultane validé et régente de l'Empire ottoman durant le sultanat des femmes.

### XVIIIesiècle
- 1764 : Nathaniel Bliss, astronome britannique (° 28 novembre 1700).
- 1792 :
  - Louis Victoire Lux de Montmorin-Saint-Hérem, militaire français (° 13 décembre 1762).
  - les Martyrs des Carmes, appelés aussi « martyrs de Septembre » ou martyrs de la Prison des Carmes, dont Salomon Leclerc.

### XIXesiècle
- 1813 : Jean Victor Marie Moreau, militaire français (° 4 février 1763).
- 1821 : Pierre Melchior d'Adhémar, militaire et administrateur français (° 15 juillet 1740).
- 1865 :
  - John Macadam, chimiste et médecin australien (° ? mai 1827).
  - William Rowan Hamilton, mathématicien, physicien et astronome irlandais (° 4 août 1805).
- 1870 : Charles de Flahaut, militaire et diplomate français (° 21 avril 1785).
- 1893 : Joseph de Gasté, homme politique français (° 30 août 1811).

### XXesiècle
- 1910 : Henri Rousseau dit « le douanier Rousseau », peintre français lavallois (° 21 mai 1844).
- 1919 :

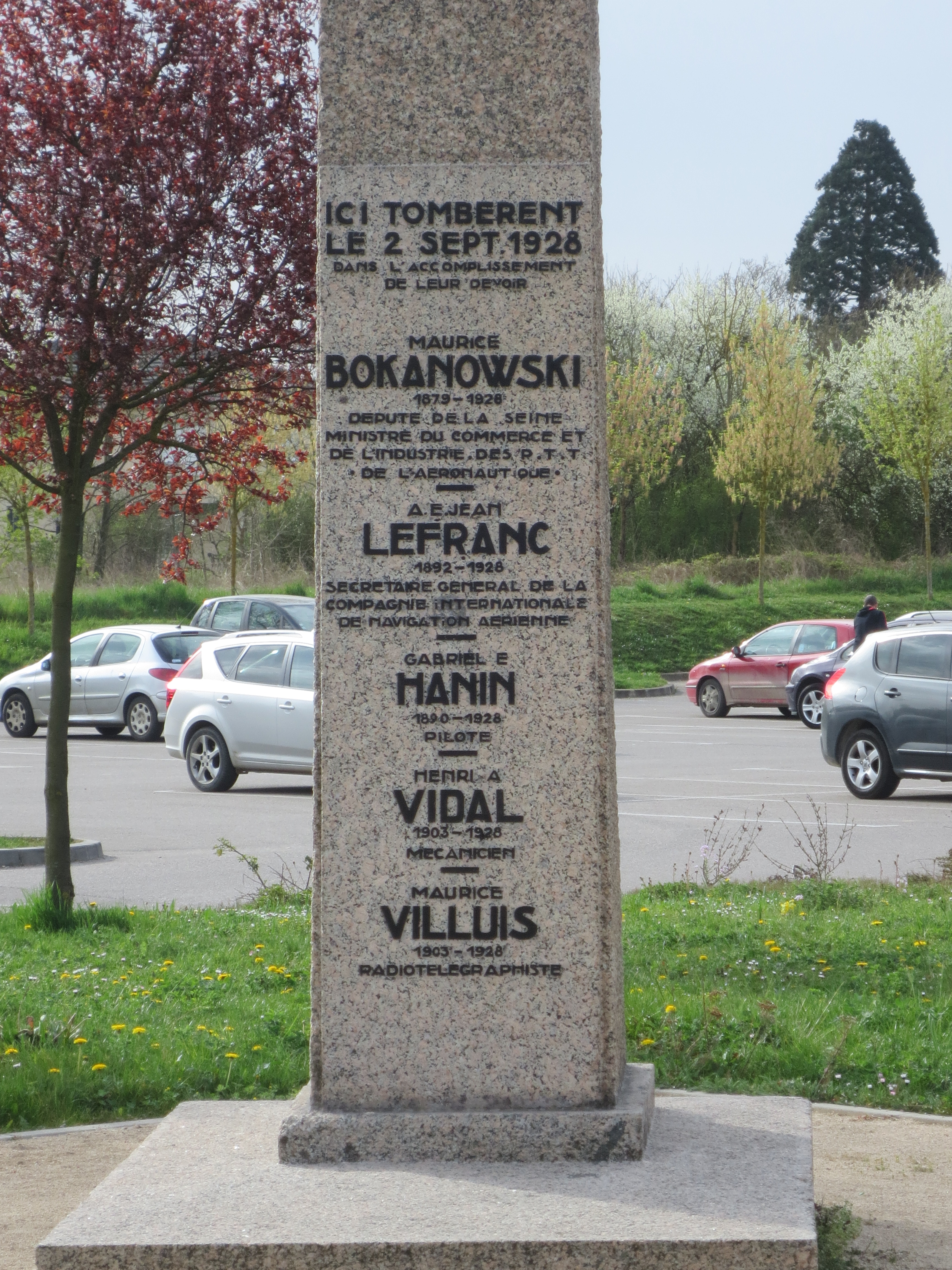

  - Jean-Pierre Brisset, écrivain français (° 30 octobre 1837).
  - Dee Lampton, acteur américain (° 6 octobre 1898).
- 1927 : Josef Arpád Koppay, peintre austro-hongrois (° 15 mars 1857).
- 1928 : 
  - Maurice Bokanowski, homme politique français (° 31 août 1879)
- 1929 : Paul Leni, cinéaste allemand (° 8 juillet 1885).
- 1930 : Hector du Poy, avocat, militaire et homme politique français (° 7 juin 1865).
- 1934 : Russ Columbo (en), chanteur, violoniste et acteur américain (° 14 janvier 1908).
- 1937 : Pierre de Coubertin, historien français (° 1er janvier 1863).
- 1940 : Maximilian von Hoen, historien militaire autrichien (° 17 février 1867).
- 1949 : Ian Alistair MacKenzie, homme politique canadien (° 27 juillet 1890).
- 1957 : Peter Freuchen, explorateur, anthropologue et écrivain danois (° 2 février 1886)
- 1969 : Hô Chi Minh, homme d'État vietnamien, président de la République démocratique du Viêt Nam de 1945 à 1969 (° 19 mai 1890).
- 1970 :
  - Marie Pierre Kœnig, militaire et homme politique français, maréchal de France et académicien ès sciences morales et politiques (° 10 octobre 1898).
  - Bernard Noël, acteur français (° 5 octobre 1924).
- 1973 : J. R. R. Tolkien (John Ronald Reuel Tolkien dit), écrivain, poète, philologue et professeur universitaire britannique (° 3 janvier 1892).
- 1996 :
  - Jean Bousquet, acteur français (° 22 janvier 1923).
  - André Chastagnol, historien français (° 21 février 1920).
  - Irène Corday, actrice française (° 8 mars 1919).
  - Emily Kame Kngwarreye, peintre aborigène australien (° 1910).
  - Otto Luening, compositeur et traducteur germano-américain (° 15 juin 1900).
- 1997 :
  - Rudolf Bing (en), impresario d’origine autrichienne (° 9 janvier 1902).
  - Viktor Frankl, psychiatre et psychologue autrichien (° 26 mars 1905).
- 1998 :
  - Jackie Blanchflower, footballeur nord-irlandais (° 7 mars 1933).
  - Charles A. Ferguson, linguiste américain (° 6 juillet 1921).

### XXIesiècle
- 2001 :
  - Christiaan Barnard, chirurgien cardiaque sud-africain (° 8 novembre 1922).
  - Troy Donahue, acteur américain (° 27 janvier 1936).
- 2004 : Vonda Phelps, actrice de cinéma muet américaine (° 19 avril 1915).
- 2005 : Robert Osbourne « Bob » Denver, acteur américain (° 9 janvier 1935).
- 2006 :
  - François Lesein, homme politique français (° 11 décembre 1929).
  - Bob Mathias, athlète d'épreuves combinées et homme politique américain (° 17 novembre 1930).
  - Clermont Pépin, compositeur canadien (° 15 mai 1926).
  - Dewey Redman, saxophoniste américain (° 17 mai 1931).
- 2010 : Roland Arpin, homme politique canadien (° 27 avril 1934).
- 2011 : Herbert Mataré, physicien allemand (° 22 septembre 1912).
- 2013 :
  - Valérie Benguigui, actrice française (° 8 juillet 1961).
  - Gérard Paradis, acteur et chanteur québécois (° 9 février 1921).
- 2015 : Alan Kurdi, enfant syrien, réfugié victime de la guerre civile syrienne (° 2012).
- 2016 : Islom Karimov (Ислом Абдуғаниевич Каримов), homme politique ouzbek, président de l'Ouzbékistan de 1991 à sa mort (° 30 janvier 1938).
- 2020 : 
  - David Graeber, anthropologue et militant anarchiste américain, théoricien de la pensée libertaire nord-américaine, figure de proue du mouvement "Occupy Wall Street", professeur à la London School of Economics, théoricien du concept de « bullshit job » (° 12 février 1961).
  - Kang Kek Ieu, homme politique cambodgien, directeur de prison, co-responsable de la police politique, tortionnaire et criminel de guerre (° 17 novembre 1942).
- 2021 : 
  - Michel Corboz, musicien, chef de chœur, chef d'orchestre et enseignant suisse fribourgeois (° 14 février 1934).
  - Vladimír Hubáček, pilote automobile tchécoslovaque de rallyes et sur circuits (° 20 août 1932).
- 2022 :
  - Denis Berthiaume, universitaire canadien (° 23 mai 1967).
  - Mišo Cebalo, joueur d'échecs yougoslave puis croate (° 6 février 1945).
  - Frank Drake, astronome américain (° 28 mai 1930).
  - Manuel Duarte, footballeur portugais (° 29 mai 1945).
- 2023 : 
  - Salif Keita, footballeur international malien (° 6 décembre 1946).
  - Ilija Mitić, footballeur yougoslave puis américain (° 19 juillet 1940).
  - Adrien Ouellette, enseignant et homme politique canadien (° 9 février 1940).
- 2024 : 
  - James Darren, acteur, réalisateur et chanteur américain (° 8 juin 1936).
  - Rodolfo Hernández, homme d'affaires, ingénieur et homme politique colombien (° 26 mars 1945).
  - Sante Marsili, poloïste italien (° 31 octobre 1950).
  - Aleksandr Medved, lutteur soviétique puis russo-biélorusse (° 16 septembre 1937).

## Célébrations
- Pas de journée internationale répertoriée pour cette date.

### Nationales
- États-Unis : jour de la victoire sur le Japon à la fin de la Seconde Guerre mondiale dans le Pacifique.
- Tibet : jour de la démocratie commémorant la première élection du Parlement tibétain en exil.
- Transnistrie (Moldavie extérieure) : fête d'une indépendance non reconnue par la communauté internationale[4] vis-à-vis de la Moldavie elle-même en fête l'avant-veille (voir encore Roumanie pré-stalinienne soviétique).
- Viêt Nam : fête nationale commémorant l'indépendance vis-à-vis de la France, du Japon voire de la Chine ou des États-Unis.

### Religieuse
- Christianisme : station à Probatique, mais il faut sans doute y voir une confusion avec la station de la veille alors que la station du lendemain 3 septembre à Timnat Sérah alias Thamnachar aurait été reportée par erreur audit 3 puisqu'elle conviendrait mieux à la fête du 2 avec mémoire de Josué et lectures de Jos. 1, 1(-9) ; 10, 7-14 ; 24, 30-37 (prénom Josué a priori fêté la veille 1er septembre en effet) ; de Héb. 11, 1(-31) ; Mt. 23, 34(– 24, 1), d'après le lectionnaire de Jérusalem.

### Saints des Églises chrétiennes

#### Saints catholiques et orthodoxes
Saints du jour, :
- Agricole d'Avignon († vers 700) - ou « Agricola », « Agricol » ou « Arigle » -, fils de saint Magne d'Avignon, moine de Lérins, puis évêque d'Avignon dans le Comtat Venaissin.
- Antonin († peut-être vers 506), saint chrétien fêté à Pamiers, à Palencia et à Medina del Campo (Espagne), ainsi que dans le village d'Ucciani, en Corse, dont il est le saint patron.
- Elpidien (Ve siècle), évêque de Lyon.
- Habib d'Édesse (IIIe siècle - IVe siècle), diacre et martyr.
- Heiu († v. 657), Abbesse de Northumbrie en Angleterre.
- Just de Lyon (IVe siècle) - ou « Juste » -, évêque de Lyon puis simple moine en Égypte dans le désert de Scéré.
- Mammès († v. 274), Ermite martyr en Cappadoce, fêté le 17 août par l'Église catholique.
- Nonnosus (VIe siècle), Moine.
- Prosper (Ve siècle), évêque de Tarragone en Espagne.
- Syagrius († 599), Évêque d'Autun.
- Théodote († v. 304), Martyre à Nicée en Bithynie.
- Zénon (IIIe siècle), Martyr à Nicomédie en Bithynie.

#### Saints catholiques
Saints du jour :
- Albert de Pontida et Guy († 1096), respectivement fondateur et dirigeant d'un monastère à Pontida, près de Bergame, selon les coutumes de Cluny et sous l'obédience de saint Hugues de Cluny.
- Antonio Franco († 1626) bienheureux évêque en Sicile.
- Brocard du mont Carmel († c. 1231), prieur et ermite de la première communauté de l'ordre du Carmel sur le mont Carmel en Palestine.
- Guillaume de Roskild († 1067), évêque.
- Ingrid de Skanninge († 1282), petite-fille du roi de Suède Knut, fondatrice et prieure d'un couvent de religieuses cloîtrées à Skänninge, en Suède.
- Marguerite de Louvain († 1225), bienheureuse laïque belge.
- Martyrs des Carmes[7] († 1792), appelés aussi « martyrs de Septembre »[8], 191 bienheureux, dont André Grasset de Saint-Sauveur, André-Abel Alricy, Antoine du Bouzet, Bertrand de Caupenne, François Lefranc, François-Joseph Pey, Jacques-Alexandre Menuret, Jacques-Augustin Robert de Lézardière, Jean-Antoine Hyacinthe Boucharence de Chomeil, Jean-Joseph de Lavèze-Belay, Jean-Antoine Savine, Jean-François Bousquet, Jean-François Burte, Jean-Joseph Rateau, Jules Pazery de Thorame...
- Salomon Leclercq († 1792), religieux français de l’Institut des frères des écoles chrétiennes, premier saint canonisé des martyrs de la révolution.

#### Saint orthodoxe
- Paul III, patriarche de Constantinople (688-694)[9] (aux dates éventuellement "juliennes" ou orientales)[6].

### Prénoms du jour
Bonne fête aux Ingrid.
Et aussi aux :
- Habib et ses variantes : Habibi, Abib, Abebe, Habibou, Chéri ; et leurs formes féminines : Habiba, Habibata, Habibatou, Habibe, Chérie.
- Juste et ses variantes : Just, Yust(a) (les Justin(e) étant célébrés à part).

## Traditions voire superstitions
- Rites de fin de période de canicule dans le calendrier berbère.

### Astrologie
- Signe du zodiaque : onzième jour du signe astrologique de la Vierge.

## Toponymie
- Plusieurs voies, places, sites ou édifices de pays ou provinces francophones contiennent la date du jour dans leur nom sous différentes graphies possibles : voir Deux-Septembre.